# Święta Ludgarda
Św. Ludgarda (Lutgarda, Luitgard, Lutegarde) z Tongeren SOCist (ur. 1182 w Tongeren; zm. 16 czerwca 1246 w Aywières (Awirs)) – mistyczka, cysterka flamandzka.
Słynęła za życia z licznych mistycznych wizji. Jest prekursorką nabożeństwa do Najświętszego Serca Pana Jezusa oraz uwielbienia tajemnic życia, cierpień i chwały Zbawiciela na wzór Modlitwy Dworu Niebieskiego.

## Życie
O życiu św. Ludgardy dowiadujemy się ze średniowiecznego żywota spisanego przez dominikanina, Tomasza z Cantimpré, który znał ją osobiście. Ludgarda w wieku 12 lat została przyjęta na wychowanie do klasztoru sióstr Benedyktynek św. Katarzyny koło St. Trond w diecezji Limbourg. Po przeżyciu widzenia Chrystusa przystąpiła do nowicjatu, gdzie ok. roku 1200 złożyła profesję, a już kilka lat później (1205) została przeoryszą tego klasztoru. Za radą przyjaciółki, św. Krystyny wstąpiła do zakonu Cysterek w Aywières koło Brukseli o surowej regule. W nim Ludgarda żyła aż do śmierci. 
Prowadziła życie ascetyczne, pełne umartwień i aktów zadośćuczynienia. Przez ostatnie 11 lat swojego życia była niewidoma.
Według jej biografa św. Ludgarda doświadczyła licznych widzeń mistycznych, najczęściej Chrystusa, ale także spotkania z duszami czyśćcowymi, z Matką Bożą oraz z innymi świętymi. Uchodzi za pierwszą mistyczkę Serca Jezusowego i propagatorkę nabożeństwa do Najświętszego Serca Jezusowego. Pozostawiła po sobie słynną Modlitwę dworu niebieskiego (Dwór niebieski), którą ułożyła pod wpływem licznych zachwyceń nadprzyrodzonych w celu uczczenia tajemnic życia i cierpień Chrystusa i Maryi. Miała dar uzdrawiania chorych i nawracania grzeszników.
Św. Ludgarda jest patronką dobrego rozwiązania, niewidomych i niepełnosprawnych. Jej relikwie spoczywają w Bass-Ittre w Belgii. Jest patronką tego kraju. 
W sztuce przedstawiana często podczas modlitwy przed Chrystusem Ukrzyżowanym. 
W Kościele katolickim czczona jako święta. Jej wspomnienie obchodzone jest 16 czerwca.